# Neunkirch
Huyện Oberklettgau (tiếng Pháp: District du Oberklettgau, tiếng Đức: Bezirk Oberklettgau) nằm ở phía đông bắc của Thụy Sĩ, là một huyện hành chính của Thụy Sĩ. Huyện này thuộc bang Bang Schaffhausen. Huyện Oberklettgau có diện tích 42 km², dân số theo thống kê của cục thống kê Thụy Sĩ năm 1999 là 4372 người. Trung tâm của huyện đóng ở Neunkirch. Mã của huyện là 1401.

## Lịch Sử
Neunkirch có lịch sử lâu dài và được biết đến với di tích lịch sử và văn hóa. Có nhiều công trình kiến trúc độc đáo, trong đó có nhà thờ Neunkirch:Nhà thờ Neunkirch là một trong những điểm lịch sử nổi bật nhất ở thị trấn. Nhà thờ này được xây dựng theo phong cách gothic và được bảo tồn rất tốt. Điểm đặc biệt của nhà thờ là chuông lớn nhất ở Thụy Sĩ, được đặt trong tháp nhà thờ.Và nhà thờ gothic xây dựng vào thế kỷ 13.

## Nền kinh tế
Nền kinh tế của Neunkirch có thể được ảnh hưởng bởi nhiều ngành, bao gồm nông nghiệp và công nghiệp. Khu vực này cũng có thể có các doanh nghiệp và công ty hoạt động trong các lĩnh vực khác nhau.